# Ilona Pfeiffer
Ilona Pfeiffer (* 4. November 1975 in  Pinsk, Weißrussische SSR, Sowjetunion) ist eine deutsche Langstreckenläuferin.
Die gebürtige Belarussin studierte an der Sportakademie Minsk, wo sie zur Sportlehrerin und Trainerin ausgebildet wurde und zusätzlich eine Prüfung zur Sportmasseurin ablegte. 1999 kam sie nach Deutschland, ließ sich in Dissen am Teutoburger Wald nieder, heiratete und wurde Mutter zweier Kinder.
Erst 2004 begann sie mit dem Laufsport. 2005 lief sie ihren ersten Marathon: Beim Ruhrmarathon brauchte sie 3:31:41 h. Fünf Monate später wurde sie beim Bremen-Marathon Zweite in 3:03:21 h, und kurz danach stellte sie beim Untertage-Marathon in Sondershausen mit 3:44:47 h einen Streckenrekord auf. 2006 gewann sie den Steinfurt-Marathon in 3:00:47 h und wurde beim München-Marathon Zehnte in 2:55:12 h, was gleichzeitig Platz sieben bei den Deutschen Meisterschaften bedeutete.
2007 wiederholte sie ihren Sieg beim Steinfurt-Marathon mit einer Zeit von 2:50:30 h, wurde als Gesamtsiegerin des Gutenberg-Marathons Deutsche Marathon-Meisterin in 2:46:15 h und belegte beim Essener Marathon Rund um den Baldeneysee den zweiten Platz in 2:48:42 h.
2008 siegte sie beim GutsMuths-Rennsteiglauf auf der Halbmarathonstrecke, und 2009 verbesserte sie als Siegerin des Enschede-Marathons ihren persönlichen Rekord auf 2:44:58 h.
Ilona Pfeiffer startet für den LC Solbad Ravensberg.